# Avichai Mandelblit
Avichai Mandelblit (Tel Aviv, 29 luglio 1963) è un magistrato ed ex militare israeliano.

## Biografia
È nato il 29 luglio 1963 a Tel Aviv da Baruch, soprannominato Mickey, di professione commerciante e vicepresidente della Federazione calcistica israeliana nonché veterano dell'Irgun e militante del partito di destra Herut, e Ada Mandelblit, militante nella Leḥi. All'età di 26 anni è diventato ebreo ortodosso, seguendo gli insegnamenti del rabbino Baruch Ashlag.
Ha posposto il suo servizio militare nelle Forze di difesa israeliane (IDF) aderendo al programma Atuda e si è laureato in giurisprudenza presso l'Università di Tel Aviv, arruolandosi poi nelle Zro'a Ha-Yabasha nel 1985 come magistrato militare. Ha inoltre ottenuto un dottorato in giurisprudenza presso l'Università Bar-Ilan.
All'interno dell'esercito israeliano è stato giudice militare nella striscia di Gaza tra il 1991 e il 1992 e poi assistente senior, in seguito vicepresidente, del Procuratore militare capo. Nel 1997 è stato nominato vicepresidente della corte militare del Comando meridionale, proseguendo la sua carriera nella magistratura militare fino alla nomina a Procuratore militare capo nel 2004, carica mantenuta fino congedo nel 2011. Durante la sua carriera ha difeso l'uso delle bombe a grappolo da parte dell'IDF nel conflitto con Hezbollah del 2006 ed è stato fortemente critico nei confronti del rapporto Goldstone, che denunciava l'IDF e i militanti palestinesi di crimini di guerra e crimini contro l'umanità, sebbene sia stato descritto come uno stretto interprete del diritto internazionale umanitario, ricevendo critiche dagli ambienti di destra per aver "paralizzato l'azione militare dell'IDF in più occasioni".
Dopo il congedo è stato ricercatore presso l'Istituto per gli studi di sicurezza nazionale (INSS) dell'Università di Tel Aviv fino al 2013, anno in cui il Primo ministro Benjamin Netanyahu lo ha nominato segretario del proprio gabinetto. Durante il suo incarico, svolto tra il terzo e il quarto governo Netanyahu, è stato responsabile di stilare il compromesso Kotel tra ebrei ortodossi e non in merito al Muro Occidentale.
Nel 2016, col supporto di Netanyahu e del Ministro della giustizia Ayelet Shaked, è stato eletto Procuratore generale. Nel luglio dello stesso anno, seguendo le indagini del suo predecessore su Sara Netanyahu, moglie del Primo ministro, iniziò a indagare sul Primo ministro, approvando nel gennaio 2017 il suo interrogatorio da parte della Polizia nell'ambito del Caso 1000, un'indagine su presunti atti di corruzione/concussione durante il mandato di Netanyahu come Ministro delle comunicazioni. Nel settembre dello stesso anno accusò Sara Netanyahu di frode e abuso di fiducia per aver speso 359000 shekel pubblici in pasti di lusso nonostante la residenza del Primo ministro avesse un proprio cuoco; il processo si è concluso con un plea bargaining nel quale l'imputata ha accettato di rimborsare lo Stato per 12440 dollari, a cui si aggiunge il pagamento di una multa pari a 2770 dollari.
Il 21 novembre 2019 ha formalmente messo in stato d'accusa il Primo ministro Netanyahu per corruzione, frode, violazione della fiducia e violazione della pubblica fiducia nell'ambito dei tre casi aperti contro il Primo ministro nel corso degli anni: Caso 1000, Caso 2000 e Caso 4000. Oltre al Primo ministro, Mandelblit ha accusato a vario titolo anche il proprietario del quotidiano Yedioth Ahronoth Arnon Mozes e i proprietari di Bezeq, i coniugi Shaul e Iris Elovitch.

## Controversie
Nel 2024 Canale 12 ha pubblicato alcune registrazioni di telefonate del 2015 tra Mandelblit ed Efi Nave, allora presidente dell'associazione professionale dei magistrati israeliani, per potersi garantire la nomina a Procuratore generale.